# Galium aparinoides
Galium aparinoides är en måreväxtart som beskrevs av Peter Forsskål. Galium aparinoides ingår i släktet måror, och familjen måreväxter. Inga underarter finns listade i Catalogue of Life.